# Docteur Frakass
Pour les articles homonymes, voir Hard Boiled.
Pour plus de détails, voir Fiche technique et Distribution.
Docteur Frakass (titre original : Hard Boiled) est un film muet américain de 1926 réalisé par John G. Blystone et mettant en vedette Tom Mix, Helene Chadwick et Heinie Conklin.

## Fiche technique
- Titre original : Hard Boiled
- Scénario : John Stone, Charles Darnton d'après une histoire de Shannon Fife
- Producteur : John G. Blystone
- Directeur de la photographie : Dan Clark
- Montage : Ralph Spence

## Distribution
- Tom Mix : Tom Bouden
- Helene Chadwick : Marjorie Gregg
- Charles Conklin : Bill Grimes
- Phyllis Haver : Justine Morton
- W. E. Lawrence : Gordon Andrews
- Emily Fitzroy : Abigail Gregg
- Dan Mason : Abrue Boyden
- Walter 'Spec' O'Donnell : Eddie Blix
- Ethel Grey Terry : Mrs. Sarah Morton
- Edward Sturgis : le 1er escroc
- Eddie Boland : second escroc
- Emmett Wagner : 3e escroc
- Charley Chase : rôle indéterminé